# 高庸 (神父)
高庸（英語：Anthony Gao Yong；1915年3月—1980年3月11日），聖名安多尼，男，山西人，天主教中國籍神父，中國天主教愛國會自選自聖汾陽教區主教（1962年-1980年）。

## 生平
高庸出生於915年3月，在中華民國山西省。1939年1月15日，高庸在24歲時於山西晉鐸。
1949年10月1日，中國共產黨在中國大陸地區建立中華人民共和國，並開始針對天主教進行宗教迫害及打壓，教會已經無法正常運作。1955年9月27日，上海教區主教龔品梅被指反革命被捕後不久，汾陽教區主教雷震霞與多位神父亦被捕入獄。1958年7月3日汾陽教區的神職人員、修女和信徒由中國政府控制的中國天主教友愛會強迫下選出高庸，成為汾陽教區主教候選人。
1962年1月24日，在高庸北京與何春明、劉安祉、孔令忠、夏學謙、李德化和林泉共7人，由遼寧奉天總教區總主教皮漱石主禮，陝西盩厔教區主教李伯漁、湖北襄陽教區主教易宣化、河北獻縣教區主教趙振聲、山東濟南總教區非法主教董文隆、江蘇南京總教區非法主教李維光和上海教區非法主教張家樹襄禮自選自聖晉牧。事後，因李雪松在未獲得時任教宗庇護十二世准許，自選自聖違反《天主教法典》被絕罰。
1980年3月11日，神父在中國山西省汾陽逝世，享年65歲。